# Speedtest.net
Speedtest.net 또는 Speedtest by Ookla는 접속 데이터 속도와 레이턴시 등 인터넷 접속 성능 메트릭스의 무료 분석을 제공하는 웹 서비스이다. 2006년 설립된, 미국 워싱턴주 시애틀에 위치한 웹 테스트 및 네트워크 진단 기업인 Ookla의 대표 제품이다.
이 서비스는 약 11,000개의 지리적으로 분산된 서버들 중 한 곳에 대해 인터넷 접속의 데이터 스루풋(속도)과 레이턴시(연결 지연)를 측정한다. 각 테스트는 다운로드의 데이터 속도(예: 서버에서 사용자의 컴퓨터로), 업로드 데이터 속도(서버의 컴퓨터에서 서버로)를 측정한다. 테스트는 사용자의 웹 브라우저나 앱 내에서 수행된다. 2018년 9월 기준으로 210억 건의 속도 테스트가 완료되었다.
테스트는 과거에 OSI 모형 7계층의 HTTP를 사용하여 수행되었다. 정확도를 더 개선하기 위해 Speedtest.net은 현재 직접 전송 제어 프로토콜(TCP) 소켓을 통해 테스트를 수행하며 서버와 클라이언트 간 통신을 위한 사용자 지정 프로토콜을 사용한다.
또, 사이트는 테스트 결과에 기반한 세세한 통계를 제공한다. 이 데이터는 전 세계 인터넷 접속 데이터 속도의 분석과 관련한 수많은 출판물에 의해 사용되고 있다.

## 같이 보기
- 인터넷 접속 속도에 따른 나라 목록